# Claudia Blöser
Claudia Blöser (* 1980) ist eine deutsche Philosophin, Physikerin und Hochschullehrerin. Ihre Forschungsschwerpunkte sind Immanuel Kant, Hoffnung, Vergebung und Willensfreiheit.

## Leben
Claudia Blöser studierte nach dem Abitur 1999 Physik und Philosophie im Nebenfach an der Goethe-Universität Frankfurt und an der University of St Andrews mit Stipendien der Studienstiftung des deutschen Volkes und des Deutschen Akademischen Austauschdienstes. Sie schloss das Studium 2005 als Diplom-Physikerin mit einer Arbeit über Energiezustände in einem Halbleiterübergitter in gekreuzten elektrischen und magnetischen Feldern (1,0) ab. 2012 promovierte Blöser in Philosophie mit einer Arbeit über Zurechnung bei Kant: der Zusammenhang von Person und Handlung in Kants praktischer Philosophie (summa cum laude). Ihre Gutachter waren Marcus Willaschek und Corinna Mieth. Blöser war von Februar 2013 bis September 2023 Akademische Rätin auf Zeit am Institut für Philosophie an der Universität Frankfurt und lehrte zu ihren Forschungsschwerpunkten Kant, Moralpsychologie (vor allem Hoffnung und Vergebung), Ethik, Rationalität und Willensfreiheit. Im Sommersemester 2017 hatte sie eine Vertretungsprofessur zur Geschichte der Philosophie an der Universität Siegen inne. 2022 habilitierte sie sich über Hope. Its Nature, Rationality and Contexts. Im Wintersemester 2023/2024 war Blöser Lehrstuhlinhaberin (W3) für Philosophie mit Schwerpunkt Ethik an der Universität Augsburg. Seit April 2024 ist sie W2-Professorin für Praktische Philosophie an der Universität zu Köln.

## Schriften
Artikel:
- Verantwortung und epistemische Rechtfertigung als anfechtbare Begriffe – Strukturelle Übereinstimmungen in Handlungs- und Erkenntnistheorie. In: GAP.7–Proceedings, Paderborn 2010, CD-ROM (mit Hannes Ole Matthiessen).
- Autonomy, Experience, and Reflection. On a Neglected Aspect of Personal Autonomy. In: Ethical Theory and Moral Practice 13, 239–253 (mit Aron Schöpf und Marcus Willaschek), 2010.
- Grade der Zurechnung in Kants Praktischer Philosophie. In: XXII. Deutscher Kongress für Philosophie.
- Grade der Tugend und Rigorismus. In: Akten des XI. Internationalen Kant-Kongresses, Berlin: de Gruyter, 51–62, 2013.
- Bildung als Gegenstand der fairen Chancengleichheit bei Rawls. In: Hoeltje, M./ Spitzley, T./ Spohn, W. (Hg.): Online-Proceedings der GAP 8, 2013, 465–476.
- The Defeasible Structure of Ascriptions of Responsibility – With a reply by R. Jay Wallace. In: Grazer Philosophische Studien, 87, Sonderband Defeasibility, 129–150, 2013.
- Degrees of Responsibility in Kant’s Practical Philosophy. In: Kantian Review 20/2, 183–209, 2015.
- Wenn ich wüsste, dass morgen die Welt unterginge...Überlegungen zu Samuel Schefflers Der Tod und das Leben danach, In: Deutsche Zeitschrift für Philosophie, 65 (2), 2017, 356–366.
- Hope. In The Stanford Encyclopedia of Philosophy (Spring 2017 Edition), Edward N. Zalta (ed.). (mit Titus Stahl)
- Fundamental Hope and Practical Identity. In Philosophical Papers, 46 (3), 2017, 345–371. (mit Titus Stahl)
- Human Fallibility and the Need for Forgiveness. In Philosophia, 2018, doi:10.1007/s11406-018-9950-4.
- Forgiveness and Love of Human Beings. A Kantian Two-Aspect-Account of Forgiveness. In: Akten des XII. Internationalen Kant-Kongresses, erscheint 2019.

Monographien:
- Zurechnung bei Kant. Zum Zusammenhang von Person und Handlung in Kants praktischer Philosophie. De Gruyter, 2014.
- Energiezustände in einem Halbleiterübergitter in gekreuzten elektrischen und magnetischen Feldern. Frankfurt 2005.[9]

Herausgeberschaften:
- Sonderband Defeasibility (mit Mikael Janvid, Hannes Ole Matthiessen and Marcus Willaschek), in: Grazer Philosophische Studien 87, 2013.
- Book symposium on Samuel Scheffler: Death and the afterlife. In: Deutsche Zeitschrift für Philosophie, 65 (2), 2017, 337–390.
- The Moral Psychology of Hope (mit Titus Stahl), Rowman & Littlefield, in Arbeit.